# دوستانی چون ما
دوستانی چون ما (ایتالیایی: Amici come noi) یک فیلم ایتالیایی است که در سال ۲۰۱۴ منتشر شد.

## بازیگران
- پیو و آمدئو
- آلساندرا ماستروناردی
- محمد زواوی
- آنا ریتا دل پیانو
- سارا برایوویچ